# Glühzündermotor

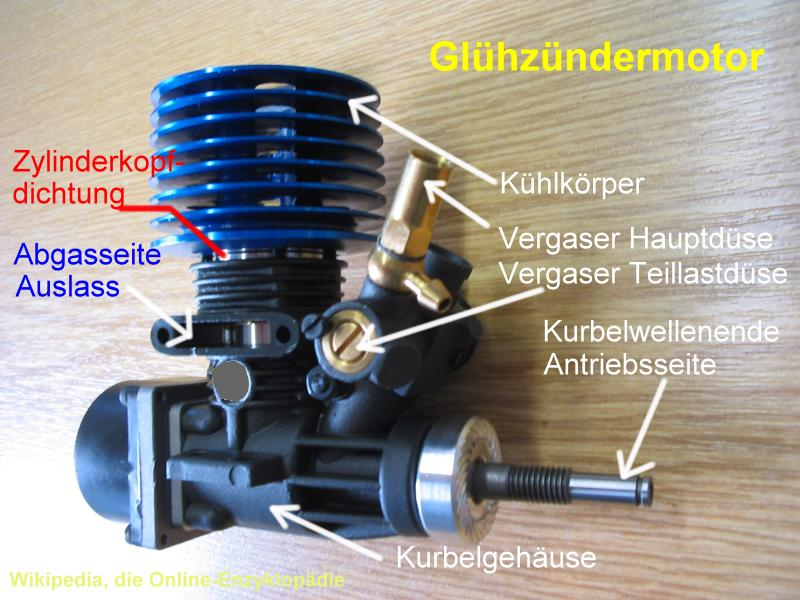
2-Takt-Glühzündermotor für Auto-Modell. Hubraum 2,5 cm³, Leistung 0,9 kW bei 29.000/min. Höchstdrehzahl 34.000/min. Höhe einschl. Kühlkörper 85 mm, Gesamtlänge einschl. Kurbelwellenende und Reversierstartergehäuse 110 mm

Glühzündermotoren (auch einfach Glühzünder genannt) sind Verbrennungsmotoren in Hubkolbenbauweise mit äußerer Gemischbildung durch Vergaser ohne gesteuerte Zündeinrichtung
(Hochspannungszündmodule mit Zündspule, Verteiler und Zündkerze). Sie können in Zweitakt- und Viertakt-Ausführung gebaut werden. Auch Wankel-Glühzünder werden hergestellt.
Sie werden fast ausschließlich im Modellbau eingesetzt. Flugzeug-, Auto-, Boots-, Traktoren-Modelle in größeren Maßstäben (beim Auto etwa Maßstab 1:10 und 1:8) werden mit Glühzündern ausgerüstet. Es gibt aber auch im Modellbau Zwei- und Viertaktmotoren mit elektronischer Funkenzündung.
2-Takt-Glühzünder werden in einem Hubvolumen bis etwa 30 cm³ hergestellt. In ferngesteuerten Modellautos werden überwiegend 2-cm³- bis 6,5-cm³-Motoren verwendet. Motoren um 3 cm³ Hubraum arbeiten heute im Standard bis etwa 42–45.000/min (OS Engines 2022), teilweise auch darüber. Flugmodelle haben Motoren mit Hubräumen zwischen 0,163 cm³ und 30 cm³, mehrzylindrige Motoren auch bis etwa 60 cm³. Hubschraubermotoren haben zwischen 5 und 15 cm³, Schiffsmodellmotoren zwischen 3 cm³ und 15 cm³.

## Funktionsweise

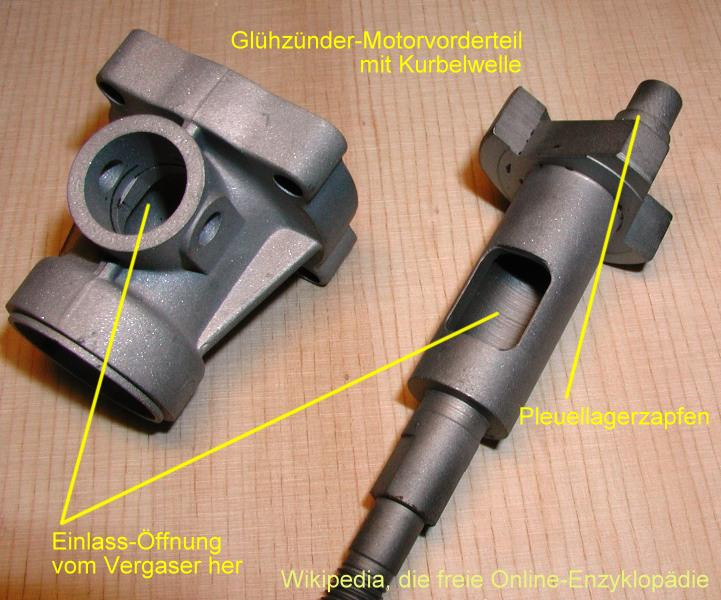
Glühzündermotor, Vorderteil des Gehäuses und Kurbelwelle mit Steuerschlitz

Das Funktionsprinzip ähnelt dem Glühkopfmotor. Ein Glühzündermotor ist ein Zweitakt- oder Viertaktmotor mit äußerer Gemischbildung, der ohne gesteuerte Zündung auskommt. Der Treibstoff entzündet sich an einer dauerhaft glühenden Drahtwendel, die mit Platin-Iridium beschichtet ist. Zum Startvorgang wird die Glühwendel elektrisch vorgeheizt.
Die Zweitaktausführung (häufigste Bauform) ist meist ein schlitzgesteuerter Motor mit Kurbelkastenspülung und Einlassdrehschieber, wobei die Einlasssteuerzeit durch ein Fenster an der (hohlen) Kurbelwelle bestimmt wird und der Kolben den Überströmkanal und den Auslass steuert. Zur Leistungssteigerung wird auch häufig eine Schnürle-Umkehrspülung eingesetzt.
Als Treibstoff wird im Modellbau Methanol verwendet. Dem Methanol kann zur Leistungssteigerung bis etwa 35 % Nitromethan zugesetzt werden (Nitromotor). Nitromethan hat zudem positive Auswirkungen auf die Zündwilligkeit und bewirkt einen ruhigeren Leerlaufbetrieb.

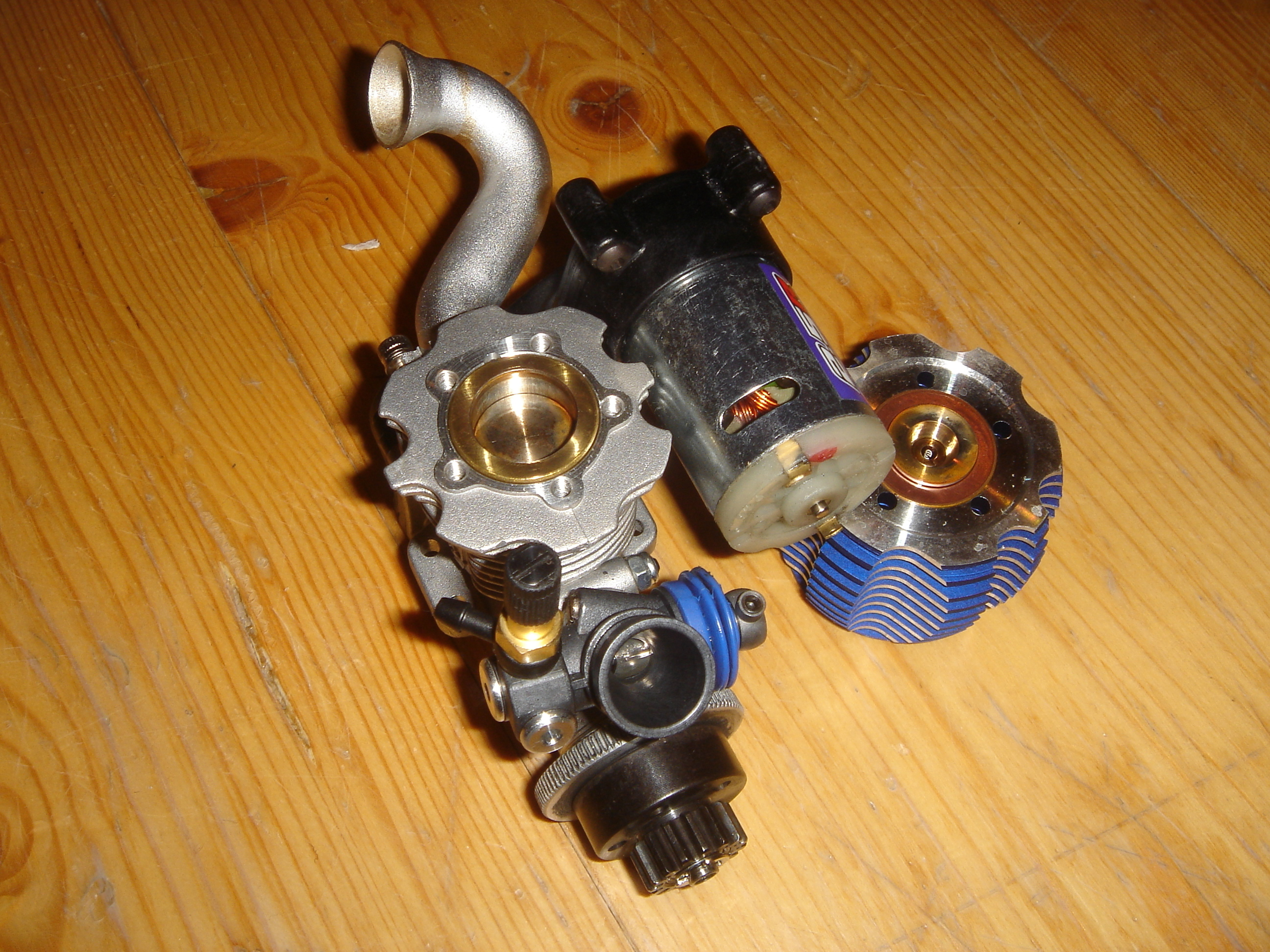
Vergaser, Kolben, Zylinder, Elektrostartmotor, Kühlkopf mit Glühkerze

## Motorschmierung
Glühzündermotoren haben in der Regel keinen eigenen Schmierstoffkreislauf, weshalb das erforderliche Schmieröl für alle bewegten Bauteile des Motors dem Kraftstoff zugesetzt wird.
Der Schmierstoff besteht heute aus einem synthetischen Öl speziell für Glühzündermotoren. Früher wurde oft Rizinusöl verwendet, das jedoch gegenüber den modernen Ölen den Nachteil der Rückstandsbildung hat.  Bei einigen Modellen ist Rizinusöl während des Einlaufvorganges vorgeschrieben, weil sich dadurch auf Stahl eine verschleißarme Oberflächenschicht bildet. Als Gesamtölmenge im Kraftstoff sind 18 % üblich.
Bei Viertaktmotoren kann vor dem Betrieb Öl in das Kurbelgehäuse gefüllt werden. Während des Betriebes werden die Teile des Motors, die sich im Kurbelgehäuse befinden, sonst nur durch das Öl geschmiert, das die Brennraumwände herab in das Kurbelgehäuse läuft, was unter normalen Bedingungen jedoch ausreicht.

## Kühlung
Auto- und Flugmotoren sind luftgekühlt, es gibt aber auch Ausnahmen, also Motoren für Automodelle mit Wasserkühlung. Diese wassergekühlten Motoren haben jedoch oft thermische Probleme, wenn sie Temperaturen von 130 °C überschreiten. Eine Verrippung der Motoroberfläche, sowie (bei Auto- und Helikoptermotoren) große Kühlkörper, die auf den Zylinderkopf montiert werden, sind die Voraussetzungen für eine effiziente Kühlung. Bei Flugzeugmodellen wird die Kühlung zudem durch die Luftschraube (Propeller) sichergestellt, Automodelle werden durch den Fahrtwind und in manchen Fällen auch mit Flüssigkeitskühlung ausgeführt werden, Bootsmotoren mit Flüssigkeitskühlung. Dazu wird der Zylinderkopf statt mit einem Kühlkörper durch einen Flüssigkeitsmantel im Kopf gekühlt. Als Kühlmedium wird das umgebende Wasser verwendet. Gelegentlich findet man auch Verdampfungskühlungen mit Wasserbad.
Weitere Faktoren bei der Kühlung von Glühzündern sind das Kraftstoffgemisch und die Schmierstoffmenge im Kraftstoff. Glühzünder dürfen nicht an der Magergrenze (Lambda = 1) betrieben werden, da sie sonst überhitzen. Eine leicht fette Einstellung (Lambda < 1) des Gemisches verhindert dies. Ein höherer Ölanteil reduziert ebenfalls die Betriebstemperatur.

## Kraftstoffaufbereitung

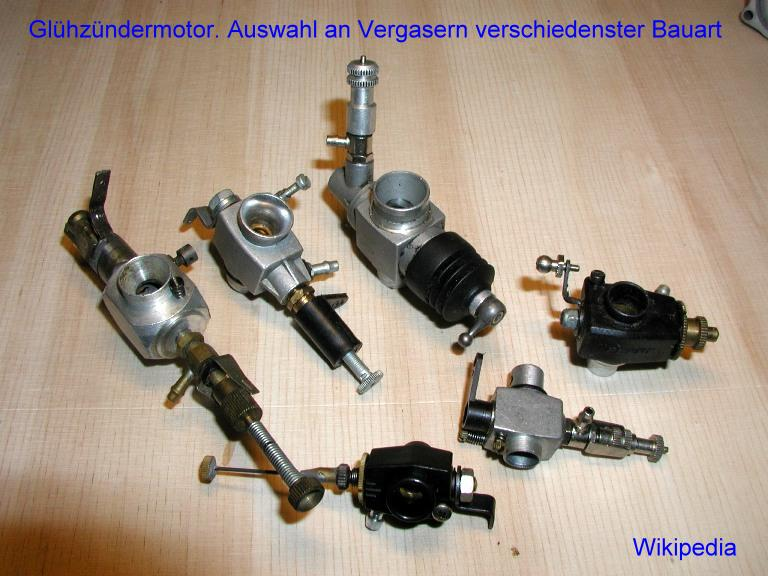
Vergaserbauarten für Glühzündermotoren

Glühzündermotoren haben überwiegend einfache Drosselschieber-Vergaser, die als Drehschieber oder Axialschieber ausgelegt sind. Einstellmöglichkeiten gibt es nur für die Gemischaufbereitung (Hauptdüse), für die Leerlaufdrehzahl und das Teillastgemisch (Leerlaufgemisch).

## Abgasführung
Die Abgasführung ist entscheidend für einen gleichmäßigen Lauf und die Entfaltung des Drehmoments des Glühzünders, besonders in der Zweitaktausführung. In den meisten Fällen kommen auf den Hubraum und die Drehzahl ausgelegte Resonanzrohre zum Einsatz, die in Länge, Form und Durchmesser an das Schwingverhalten der Motoren angepasst sind. Nur durch eine gute Abstimmung des Auspufftrakts wird eine hohe Leistung erreicht.

## Spezifische Leistung

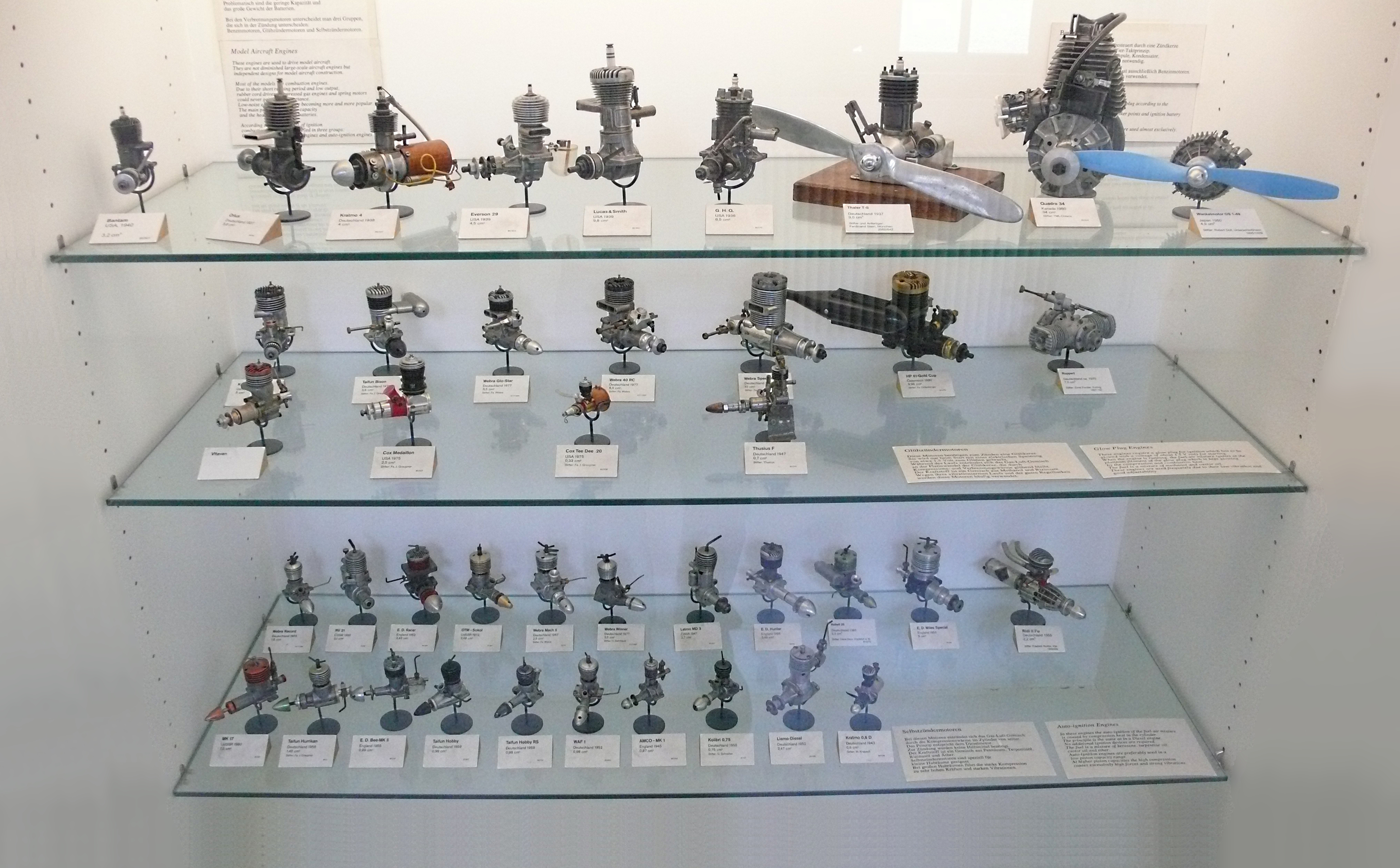
Sammlung von Glühzünder- und Dieselmotoren in der Flugwerft Schleißheim bei München

Die spezifischen Hubraumleistungen der Glühzünder sind sehr hoch. Ein Motor mit einem Hubraum von 2,5 cm³ entfaltet bei 29.000/min eine Leistung von 0,9 kW, was einer Literleistung von 360 kW entspricht. 
Bei den bis an die Grenze des derzeit Machbaren entwickelten 3,5-cm³-Motoren gibt es bereits Modelle mit über 2,25 kW im Regelbetrieb. Durch Tuningmaßnahmen lässt sich bei stark reduzierter Lebensdauer noch eine wesentlich höhere Leistung erzielen. Die Klasse der 3,5-cm³-Motoren ist besonders für diese Leistungssteigerungen prädestiniert, weil der Hubraum von Modellautos bei professionellen Rennen meist auf diesen Wert begrenzt ist.

## Motorstart

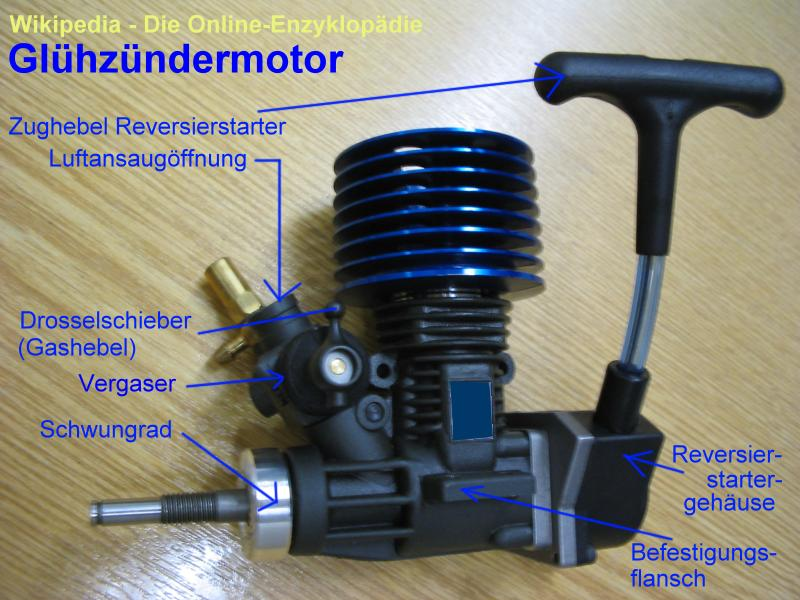
Glühzündermotor mit Reversierstart-Vorrichtung

Glühzünder werden, um Gewicht zu sparen, im professionellen Einsatz (Wettbewerbe, Rennen) ohne eigene Startvorrichtung eingesetzt. Gestartet wird dann über eine sogenannte Startbox (einen Elektromotor mit einer Reibrolle), die an die Schwungscheibe des Motors ansetzt und ihn startet. Bei Automodellen befindet sich dieser Elektromotor meist in einer Metallbox, auf die das Fahrzeug passgenau aufgesetzt werden kann und zum Starten nur leicht nach unten gedrückt werden muss.
Bei Automodellen, die nicht für den Rennbetrieb ausgelegt sind, gibt es drei Startmethoden. Der Motor kann entweder mit einem Seilzug, EZ-Starter oder auch über einen Elektrostarter gestartet werden, bei dem – im Gegensatz zur Startbox – die Kraft nicht über eine Reibrolle, sondern mit einer Sechskant- bzw. Kardanwelle an eine am hinteren Ende des Kurbelgehäuses sitzende Platte auf die Kurbelwelle übertragen wird. Beim EZ System von Traxxas wird der Motor über einen am RC Modell festmontiertem Elektromotor gestartet. Das Starten geschieht hierbei über den EZ-Start der die Glühkerze und den Elektromotor mit Strom versorgt.
Bei Flugmodellen kann auch ein Elektrostarter eingesetzt werden, der mit einem Gummieinsatz axial auf den Spinner gesetzt wird und den Motor startet, Handanwurf am Propeller ist ebenfalls meist möglich.
Reversierstarter oder auch fest angebaute Elektrostarter können angebaut werden.
Zum Starten wird die Glühkerze mit einer Spannungsquelle von etwa 1,2 V bis 2 V verbunden, wobei der Stromfluss die Glühkerze stark erhitzt und so einen Start des Motors erst ermöglicht. Einige Sekunden nach dem Start kann die Spannung wieder weggenommen werden. Die Glühwendel der Glühkerze ist katalytisch beschichtet, der beim Motorbetrieb an die Kerze herangeführten Kraftstoffnebel lässt die Kerze weiter glühen. Deswegen ist ein Wiederanlassen auch eines heißen Motors nur durch erneutes Bestromen der Kerze möglich. Automatische Glühvorrichtungen sind hier denkbar, etwa um einen Motor ferngesteuert wieder anzulassen oder, häufiger, einen niedrigeren und stabileren Leerlauf zu ermöglichen. Besonders häufig wird dies bei Viertaktmotoren eingesetzt, da diese wegen des durch das Arbeitsprinzip bedingten doppelten zeitlichen Abstandes der einzelnen Zündungen besonders anfällig für das Erlöschen der Glühwendel sind.

## Steuerung der Entflammung (Zündzeitpunkt)
Der Betrieb von Glühkerzenmotoren erfordert eine genaue Einstellung der Einflussgrößen.

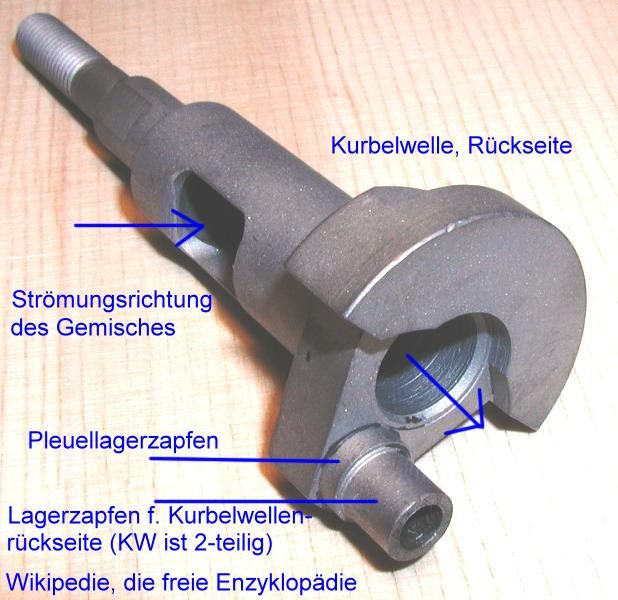
Kurbelwelle eines Glühzündermotors, die Kurbel ist „fliegend“ (einseitig) gelagert

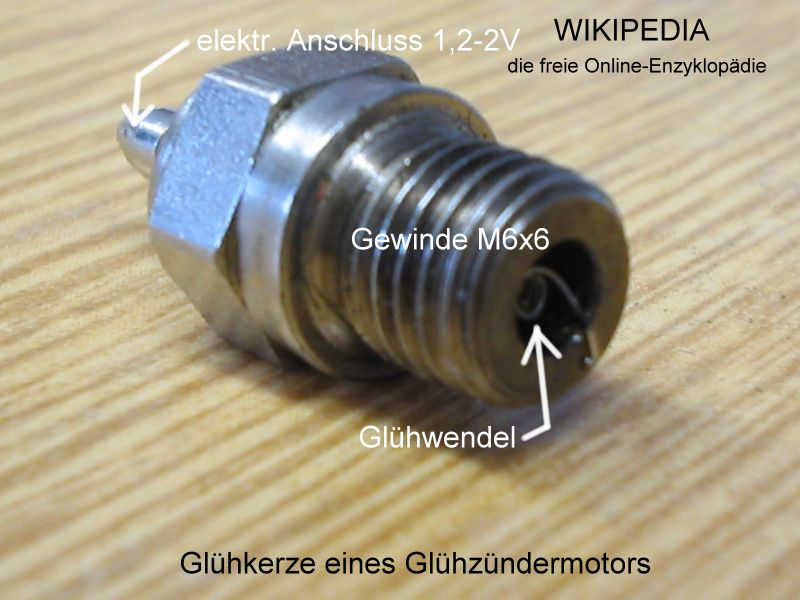
Glühkerze eines Glühzündermotors

Wie für alle Verbrennungsmotoren mit Fremdzündung gilt auch für den Glühzünder, dass ein bestimmtes Verdichtungsverhältnis abhängig zum Kraftstoffgemisch, sowie ein Zündzeitpunkt in einem engen Winkelbereich vor dem oberen Totpunkt einzuhalten ist, da der Motor sonst nicht funktioniert.
Jedoch kann am Motor kein Zündzeitpunkt eingestellt werden, da eine permanent glühende Glühkerze die Zündung bewirkt. Der Zeitpunkt ist von Einflussgrößen abhängig, die außerhalb des Motors liegen. Das sind im Wesentlichen
- Kraftstoff-Mischung

Dabei gilt für die Auswirkung des Kraftstoffs auf den Zündzeitpunkt. Je mehr Nitromethan, desto früher der Zündzeitpunkt, je mehr Öl, desto später der Zündzeitpunkt.
- Wärmewert der Glühkerze

Die Glühkerzen werden in verschiedenen Wärmewerten hergestellt. Eine heiße Glühkerze bewirkt eine frühere Zündung, eine kalte eine entsprechend spätere Zündung. Die Wärmewerte gehen von 1 (heiß) bis 9 (sehr kalt). Der Zündzeitpunkt verschiebt sich durch kältere Kerzen wesentlich zum Spätzünden.
- Verdichtung

Die Verdichtung des Motors ist an sich fest eingestellt und motorinterne Veränderungen dieses Wertes sind nur über mechanische Bearbeitung von Kolben oder Zylinderkopf möglich. Dennoch gibt es Möglichkeiten, durch eine zusätzliche oder dickere Kopfdichtung, die beim Zweitakt-Glühzünder in wenigen Minuten montiert werden kann, das Verdichtungsverhältnis zu ändern. Höhere Verdichtung führt zu früherer Zündung, geringere Verdichtung zu späterer Zündung.

## Fremdzünder oder Selbstzünder?
Die Zündungsart des Glühzündermotors ist nicht eindeutig zu kategorisieren; die Tendenz geht jedoch dahin, ihn ähnlich dem Glühkopfmotor als Selbstzünder einzuordnen.

## Geschichte
Gottlieb Daimler und Wilhelm Maybach machten den von Nikolaus August Otto entwickelten Gasmotor für die Verwendung von flüssigen Kraftstoffen, speziell Benzin, einsetzbar.
Im Jahr 1883 meldeten Daimler und Maybach unter der Patent-Nummer DRP Nr. 28022 einen sogenannten „Gasmotor mit Glührohrzündung“ an. Dies war der erste schnelllaufende 4-Takt-Benzinmotor der Welt. Die Hochspannungszündung mit einem Zündfunken entstand erst über zwei Jahrzehnte später.
Die Glührohrzündung war ein fremdgeheiztes glühendes Röhrchen im Zylinderkopf, das die Entflammung des Gemisches sicherstellte. Somit waren die ersten Benzinmotoren überhaupt eigentlich Glühzündermotoren.

## Weitere Faktoren
Methanol ist stark hygroskopisch, es zieht also Wasser aus der Umgebungsluft an. Dadurch sinkt der Heizwert (der Kraftstoff altert). Bei der Verwendung eines solchen Kraftstoffes kann eine geänderte Vergasereinstellung erforderlich werden. Der Alterungseffekt kann auch durch einen geringfügig erhöhten Nitromethan-Anteil kompensiert werden. Der Ölanteil hat ebenfalls einen Einfluss auf die Leistung des Motors. Je geringer er ist, desto besser ist die Verbrennung.

## Sicherheitsregeln
Glühzündermotoren werden im Modellbau verwendet. Modelle mit Verbrennungsmotoren sind jedoch keine Spielzeuge, da der Treibstoff Methanol giftig und Nitromethan gesundheitsschädlich ist und beide Stoffe fachgerecht verwendet werden müssen. Das Verschlucken bereits von sehr geringen Mengen kann schwerwiegende Folgen bis hin zum Tod nach sich ziehen. Beide Substanzen sind darüber hinaus leicht entflammbar. Vom Motor selbst geht ebenfalls bei unsachgemäßer Verwendung eine Gefahr aus. Kinder und Jugendliche dürfen in Deutschland Verbrennermodelle nur in Begleitung eines Erziehungsberechtigten betreiben.